# Rhacophorus achantharrhena
Rhacophorus achantharrhena es una especie de rana de la familia Rhacophoridae.

## Distribución geográfica
Es endémica de los volcanes Bukit Kaba y monte Dempo, al oeste de Sumatra.
Esta especie está en peligro de extinción por la pérdida de su hábitat natural.